# Mesembryanthemum granulicaule
Mesembryanthemum granulicaule är en isörtsväxtart som beskrevs av Adrian Hardy Haworth. Mesembryanthemum granulicaule ingår i Isörtssläktet som ingår i familjen isörtsväxter. Inga underarter finns listade i Catalogue of Life.